# Boku wa imōto ni koi o suru (film)
Boku wa imōto ni koi o suru (僕は妹に恋をする? lett. "Mi sono innamorato di mia sorella") è un film del 2007 diretto da Hiroshi Ando.
Pellicola live action giapponese con Jun Matsumoto nel ruolo di protagonista maschile, ispirata all'OAV omonimo del 2005 Boku wa imōto ni koi o suru.
Tratta dell'amore incestuoso tra due gemelli, un ragazzo e una ragazza, dei sentimenti che nascono e crescono viepiù tra i due man mano che il loro rapporto si chiarisce, e di come la società esterna tratta e giudica un tale tabù.